# دبلوماسية الذئب المحارب
دبلوماسية الذئب المحارب هي شكل تصادمي للدبلوماسية العامة يتبناه دبلوماسيو جمهورية الصين الشعبية في أواخر العقد الأول من القرن الحادي والعشرين. العبارة مشتقة من سلسلة أفلام الحركة الصينية الذئب المحارب (2015) والفيلم المكمل له عام 2017. هذا النمط القسري من الدبلوماسية يتناقض مع الممارسات الدبلوماسية التي تؤكد على استخدام الخطاب التعاوني وتجنب الجدل (غالبًا ما يطلق عليه Taoguang Yanghui)، والمساعدات المالية (دبلوماسية دفتر الشيكات)، وتوفير الإمدادات الطبية مثل أقنعة COVID-19 (الدبلوماسية الطبية)، واحتجاز المواطنين الأجانب في الصين (دبلوماسية الرهائن)، ودبلوماسية الباندا.
غالبًا ما تكون دبلوماسية محارب الذئب عدوانية، حيث يندد أنصارها بنبرة عالٍية بالانتقادات المفترضة للحكومة الصينية، والحزب الشيوعي الصيني الحاكم، والسياسات المرتبطة بها على وسائل التواصل الاجتماعي وفي المقابلات، وينخرطون أحيانًا في مناوشات جسدية أو أشكال أخرى من الإكراه مع خصومهم. يُنظر إلى دبلوماسية الذئب المحارب باعتبارها جزءًا من جهود الأمين العام للحزب الشيوعي الصيني شي جين بينج لتعزيز "قوة الخطاب" الصينية في السياسة الدولية وانعكاسًا للصراع الأيديولوجي مع العالم الغربي. وقد أُشير إلى السياسة الخارجية التي ينتهجها شي جين بينج عمومًا، والعداء الغربي المتصور تجاه الصين بين المسؤولين الحكوميين الصينيين، والتحولات داخل البيروقراطية الدبلوماسية الصينية كعوامل أدت إلى ظهور هذه الظاهرة.

## التاريخ
عندما تولى دينج شياو بينج السلطة في أعقاب وفاة ماو تسي تونج في أواخر سبعينيات القرن العشرين، وضع سياسة خارجية لخصها في عبارة "تاوجوانج يانجهوي" ( (بالصينية: 韬光养晦; بالترجمة الحرفية 'إخفاء ضوئنا والعمل في الظلام') tāoguāng-yǎnghuì) ، وشدد على تجنب الجدل واستخدام الخطاب التعاوني. إن هذا المثل - الذي كان يشير في الأصل إلى انتظار الوقت المناسب دون الكشف عن القوة - يجسد استراتيجية دينج "للمراقبة بهدوء، وتأمين موقفنا، والتعامل مع الشؤون بهدوء، وإخفاء قدراتنا وانتظار الوقت المناسب، والمهارة في الحفاظ على مستوى منخفض، وعدم المطالبة بالقيادة أبدًا".
العبارة جان-لانج-وايجياو ( (بالصينية: 战狼外 交; بالترجمة الحرفية 'دبلوماسية الذئب المحارب') دخلت إلى وسائل الإعلام الصينية في النصف الثاني من عام 2019، في أعقاب تبادل حاد للاتهامات على تويتر بين تشاو ليجيان وسوزان رايس في 13 يوليو 2019. في أغسطس 2019، تمت ترقية تشاو ليجيان إلى منصب نائب مدير إدارة المعلومات الصينية بوزارة الخارجية.
في فبراير 2020، أصبح تشاو ليجيان متحدثًا باسم وزارة الخارجية، ووصفته وسائل الإعلام الصينية بأنه "شخصية مشهورة على الإنترنت" و"دبلوماسي من الذئاب المحاربة".
وفقًا لمراسل بلومبرج نيوز، بيتر ف. مارتن، "بعد تفشي جائحة كوفيد-19، شعر الدبلوماسيون الصينيون بالتهديد، لكنهم شعروا أيضًا بالفخر بالطريقة التي تعاملت بها بلادهم مع الأزمة. وقد أدى هذا المزيج الجديد من الثقة وانعدام الأمن المتزايد إلى ظهور ما نُطلق عليه الآن دبلوماسية "المحارب الذئب"."

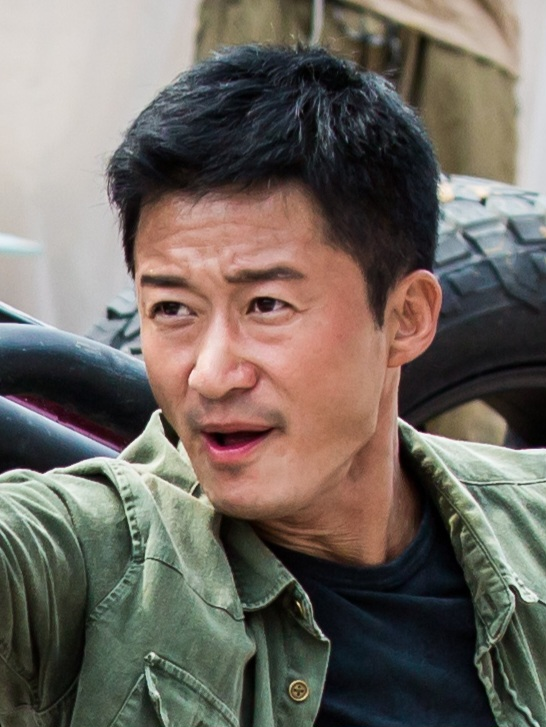
وو جينج في موقع تصوير فيلم الذئب المحارب 2

ربما استُخدمت عبارة "دبلوماسية المحارب الذئب" أول مرة في وسائل الإعلام الغربية في مايو 2020.
في وسائل الإعلام الغربية منذ منتصف عشرينيات القرن الحادي والعشرين، استُخدمت عبارة "دبلوماسية المحارب الذئب" لوصف أي استخدام للخطاب التصادمي من قبل الدبلوماسيين الصينيين، وتكتيكات التضليل، والسلوك الإكراهي، بالإضافة إلى استعدادهم المتزايد لرفض الانتقادات الموجهة إلى الحكومة وسياساتها علنًا وبصوت عالٍ، وإثارة الجدل في المؤتمرات الصحفية والمقابلات مع الصحافة الأجنبية وعلى وسائل التواصل الاجتماعي.
في ديسمبر/كانون الأول 2020، وفي خطاب ألقاه في مؤتمر بجامعة الشعب في بكين، ذكرت وسائل الإعلام الغربية أن وزير الخارجية لي يوتشنج دافع عن استخدام "الرد الخطابي بالمثل" كوسيلة "لحل مشاكل التعرض للتوبيخ" من قبل الدول الأخرى. وانتقد وسائل الإعلام الغربية لاستخدامها عبارة "المحارب الذئب" لوصف الدبلوماسيين الصينيين الذين نشروا مثل هذا الخطاب العدواني. وقال إن الدول الأجنبية "تأتي إلى أبوابنا، وتتدخل في شؤون عائلتنا، وتضايقنا باستمرار، وتهيننا وتشوه سمعتنا، [لذلك] ليس لدينا خيار سوى الدفاع بحزم عن مصالحنا الوطنية وكرامتنا".
في حين أن الخطاب القومي الحازم في الدبلوماسية العامة الصينية كان موجودًا سابقًا، يُنظر إلى دبلوماسية المحارب الذئب على أنها انحراف عن السياسة الخارجية الصينية السابقة التي ركزت على العمل خلف الكواليس، وتجنب الجدل وتفضيل خطاب التعاون الدولي، والذي تجسد في المبدأ القائل بأن الصين "يجب أن تخفي قوتها" في الدبلوماسية الدولية.
يمكن فهم هذا التحول في الدبلوماسية العامة باعتباره تغييرًا تكتيكيًّا في كيفية تعامل الحكومة الصينية والحزب الشيوعي الصيني مع بقية العالم، وكذلك مع جماهيرهما المحلية. وبسبب الشتات الصيني، أصبحت الدبلوماسية العامة الصينية تستهدف بشكل متزايد الجماهير الناطقة بالصينية خارج جمهورية الصين الشعبية.
ويرى بعض المحللين أن عام 2017 كان نقطة البداية لدبلوماسية "المحارب الذئب" الصينية، في حين يرى آخرون تاريخ بداية مختلف. ويشير الجميع إلى أن الدبلوماسية العامة الصينية لم تكن دائمًا "ناعمة" قبل عام 2019.
لقد شرع منشور فكر شي جين بينج حول الدبلوماسية (2017) دورًا أكثر نشاطًا للصين على الساحة العالمية، بما في ذلك مشاركتها في صراع أيديولوجي مفتوح مع الغرب.
في عام 2021، ردًّا على التدهور الملحوظ في سمعة الصين الدولية نتيجة دبلوماسية المحارب الذئب، دعا الأمين العام للحزب الشيوعي الصيني شي جين بينج إلى تحسين الاتصالات الدولية للبلاد في جلسة دراسة لمجموعة المكتب السياسي للحزب الشيوعي الصيني في مايو 2021. وقد فسرت صحيفة الدبلوماسي العديد من الأحداث الأخرى في عام 2021 على أنها دليل على "أن القادة في بكين يعيدون معايرة الرسائل الخارجية للصين، مما يرسل إشارة إلى الذئاب المحاربة بأن التخفيف التدريجي للنبرة أمر ضروري"، بما في ذلك رحيل هو شي جين، محرر صحيفة جلوبال تايمز المملوكة للحزب الشيوعي الصيني، وهو من أوائل من تبنوا خطاب محاربي الذئاب.
في عام 2022، تقاعد لي يوتشنج من منصبه كوزير للخارجية الصينية.
حدث تراجع آخر عن الدعم الرسمي الصيني لدبلوماسية المحارب الذئب في يناير 2023، عندما أصبح تشاو ليجيان نائب مدير إدارة شؤون الحدود والمحيطات، فأنهى فترة عمله متحدثًا رسميًّا باسم وزارة الخارجية.
في عام 2023، سربت إحاطتان غير مؤرختين لرؤساء الأركان المشتركة الأمريكية، حيث ورد أن الصين كانت تنتقل بعيدًا عن دبلوماسية المحارب الذئب إلى "نهج أكثر تحفظًا"، جزئيًا لفصل الاتحاد الأوروبي عن الولايات المتحدة، على الرغم من أنها قدرت أن هذه التدابير كانت فاشلة، مستندة في ذلك إلى محادثات مع مسؤولين أوروبيين في مارس 2023.
في سبتمبر/أيلول 2024، زعم الباحث في العلاقات الدولية شاويو يوان أن الصين تحولت من دبلوماسية المحارب الذئب الحازمة إلى نهج دبلوماسي أكثر استيعابًا، مدفوعًا في المقام الأول بالتحديات الاقتصادية المحلية، بما في ذلك تباطؤ الاقتصاد. ويؤكد هذا التحول على حاجة الصين إلى الاستقرار الاقتصادي العالمي للحفاظ على نموها وتطورها.